# Freihafen von Ventspils
Der Hafen von Ventspils ist ein eisfreier Tiefseehafen in Ventspils an der lettischen Ostseeküste. Gemessen am Frachtgutumschlag ist der Hafen von Ventspils der größte in Lettland, einer der verkehrsreichsten Häfen der Ostsee und gehört zu den Top 20 der Liste der europäischen Häfen.
Der Hafen von Ventspils wurde zu einem multimodalen Hafen, als er 1998 erheblich vertieft wurde und eine maximale Fahrrinnentiefe von 17,5 Metern erreicht. Dies ermöglichte das Anlegen der größten Schiffe, die damals in der Ostsee operierten, einschließlich der Aframax-Tankschiffe (bis zu 150.000 tdw). Der Trockengutbereich und der Stückgutbereich mit einer Tiefe von 16 Metern ermöglichen es das Anlegen von Schiffen der Panamax-Größe mit einer Ladekapazität von bis zu 75.000 tdw.

## Geschichte

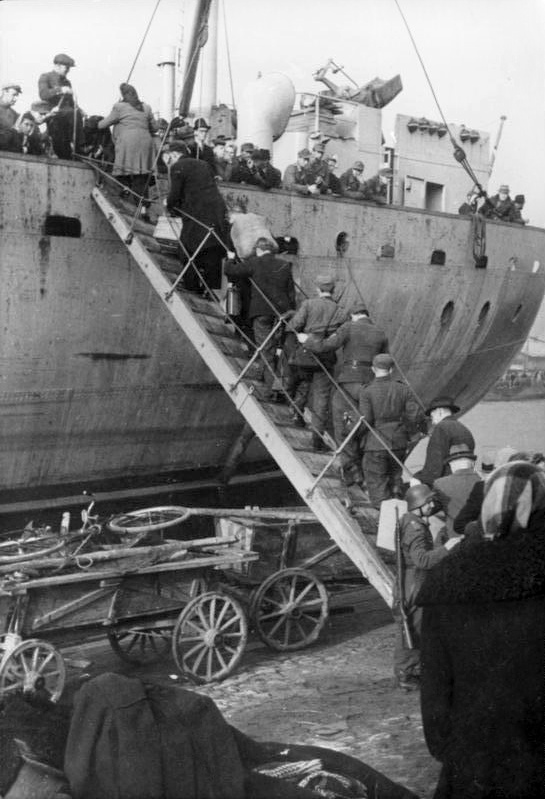
Lettische Flüchtlinge gehen 1944 im Hafen von Ventspils an Bord.

Der Hafen von Ventspils entstand an der Mündung der Venta in die Ostsee. Die ersten schriftlichen Zeugnisse über einen Hafen in Windau, so der damalige Name der Stadt, stammen aus dem Jahr 1263. Im 13. Jahrhundert wurde ein einfacher Liegeplatz für Handelsschiffe gebaut. Im 14. Jahrhundert entwickelte sich der Windauer Hafen dank der Zugehörigkeit der Stadt zur Hanse.
Während der Regierungszeit von Herzog Jakob (von 1642 bis 1682) wurde Windau zum Haupthafen des Herzogtums Kurland und Semgallen. Die dortigen Werften bauten und verkauften mehr als 135 Schiffe in andere europäische Länder.
Nach der Eingliederung Windaus in das Russische Kaiserreich nahmen Import und Export von Waren nach und aus Russland durch den Hafen von Ventspils zu. Im 19. Jahrhundert wurden im Hafen von Ventspils Pfeiler, neue Liegeplätze, Lagerhäuser, Keller, mit japanischer Ausrüstung ausgestattete Aufzüge und Getreidesilos gebaut und installiert. 1894 erhielt der Hafen von Ventspils einen Bahnanschluss, nachdem die Eisenbahnstrecke von Riga nach Tukums bis Ventspils verlängert worden war.
Der Hafen von Ventspils verlor während des Ersten und Zweiten Weltkriegs seine Bedeutung. 1944 flüchteten Tausende von Letten über den Hafen von Ventspils vor der vorrückenden Roten Armee. Unter der sowjetischen Herrschaft in Lettland wurde der Hafen durch eine Pipeline mit den sowjetischen Erdölfeldern verbunden. Dadurch wurde er zu einem Umschlagszentrum für Erdöl und Erdölerzeugnisse.
In der zweiten Hälfte der 1990er Jahre begann die Umstrukturierung des Hafens von Ventspils. Die Hafenverwaltung (seit 1997 „Ventspils Freeport Authority“) entwickelte das Hafengebiet. Der Status der Sonderwirtschaftszone (SEZ) ermöglicht es sich dort ansiedelnden Unternehmen ab 1997, erhebliche steuerliche Anreize zu erhalten. 2002 begann die Ventspils Freeport Authority mit der Erweiterung des Industriegebiets des Hafens, um Industriebetriebe nach Ventspils zu locken.

## Gegenwart
Das Hafengebiet umfasst insgesamt 2451 Hektar. Einbezogen ist dabei das Gewerbegebiet. Die am Hafen gelegenen Terminals behandeln unterschiedliche Arten von Frachtgut, z. B. Erdölerzeugnisse, Rohöl, unterschiedliche flüssige Chemikalien, Mineraldüngemittel, verschiedene Metalle, Holzprodukte, Kohle, Getreide, Saftkonzentrate, sowie Container und RoRo-Ladungen. Seit 2000 bemüht sich Ventspils um die Weiterentwicklung des Container- und des RoRo-Verkehrs.

## Dienstleistungen im Hafen
Der Freihafen Ventspils verfügt über alle Dienstleistungen im Bereich Umschlag von Massen- und Stückgut an den Terminals sowie über einen Schiffsservice. Teilweise werden die Dienstleistungen von der Hafenverwaltung des Freihafens Ventspils zur Verfügung gestellt, aber größtenteils sind dort private Unternehmen im Hafenbereich tätig.
- Terminals für verschiedene Flüssig-, Schütt- und Stückgüter; Fährterminal
- Schifffahrtsagenturen
- Schlepper
- Bunkerung
- Lotsen
- Festmacher
- Schiffswerkstatt – Docken, Inspektion, Reinigung und andere Wartungsarbeiten
- Taucher
- Entsorgung von Schiffsabfall
- Schiffsausrüster – Lieferung von Ersatzteilen, Lebensmitteln und Rettungsmitteln

## Der Freihafen von Ventspils
Die gesetzlichen Grundlagen des Betriebs und der Entwicklung des Hafens sind:
- das Hafengesetz von 1994 (in Bezug auf dessen Betrieb)[2]
- das Ventspils-Freihafengesetz von 1997 (das Unternehmen innerhalb des Hafens vorsieht)
- das Gesetz über die Steueranwendung von 2002 in Freihäfen und Sonderwirtschaftszonen, das steuerliche Anreize für diese Unternehmen im Hafen regelt

## Industrielle Produktion
Im Freihafen von Ventspils sind mehr als 500 ha für die industrielle Produktion vorgesehen. Das Gebiet des Ventspils Industrial Parks ist an die Produktionsabsichten der Investoren anpassbar und verfügt über die notwendige Infrastruktur, um die Produktion aufzunehmen (fertige Produktionsstätten, Strom, leistungsstarke IT, Telekommunikation). Die Grundrente wird in Höhe von 0,25 bis 0,5 % des Katasterwerts des Grundstücks mit Rückkaufsrechten angepasst. In der Anfangsphase des Geschäftsbetriebs steht die Unterstützung des Business Incubator des Ventspils High Technology Parks (VHTP) im Bereich Infrastruktur und Dienstleistungen zur Verfügung.
In Ventspils steht eine mehrsprachige Belegschaft zur Verfügung. Eine der renommiertesten Berufsbildungs- und Weiterbildungseinrichtungen – das Ventspils Technical College – North Kurzeme Competence Center und das Ventspils University College – bietet Schulungen für Spezialisten verschiedener Niveaus in den Bereichen Metallbearbeitung, Mechatronik, Ingenieurmechanik, Kfz-Mechanik, Energie, Elektronik, IT, Telekommunikation, Radioastronomie, Ingenieurwesen, Maschinenbau. Das Industriegebiet Ventspils verfügt über eine IKT-Infrastruktur (Information Communication Technologies) und günstige Bedingungen für die Entwicklung leistungsfähiger Rechenzentren.
Industriekunden des Industrieparks Ventspils Port
| Unternehmen                           | Jahr | Herkunftsland      | Einsatzgebiet                                                         |
| ------------------------------------- | ---- | ------------------ | --------------------------------------------------------------------- |
| ARBO Windows                          | 2014 | Lettland           | Konstruktion, Holzprodukte (Fenster, Türen, Fassaden)                 |
| Baltic Forest Trading                 | 2004 | Schweden           | Baustoffe; Holzprodukte                                               |
| Bio-Venta                             | 2008 | Lettland           | Biodiesel                                                             |
| Bucher Municipal                      | 2005 | Schweiz            | Produktion von Lkw-Kehrmaschinen                                      |
| Diana Sveces                          | 2004 | Dänemark           | Kerzenproduktion                                                      |
| EUROLCDS                              | 2013 | Lettland, Schweden | Flüssigkristallanzeige (LCD)                                          |
| Forta Prefab                          | 2015 | Lettland           | Bau modularer Gebäude                                                 |
| FROLI Baltic                          | 2006 | Deutschland        | Produktion von Polyurethan                                            |
| HansaMatrix Ventspils                 | 2005 | Lettland           | Produktion elektronischer Systeme und deren Komponenten               |
| Hydraulik Bauteile Baltic             | 2008 | Deutschland        | Produktion von Bauteilen für Hydraulik und Pneumatik                  |
| IMMER Digital                         | 2017 |                    | Produktion flexibler Verpackungssysteme                               |
| Kurzemes granulas                     | 2003 | Lettland           | Herstellung von Holzpellets                                           |
| Malmar Sheet Metal                    | 2006 | Belgien            | Maschinenbau, Metallbearbeitung                                       |
| Pobeda Confectionery                  | 2014 | Russland           | Süßwaren                                                              |
| SQUALIO                               | 2013 | Lettland           | software solution testing                                             |
| Ventspils High Technology Park – VHTP | 2005 | Lettland           | Servicedienstleistungen für die Entwicklung von High-Tech-Unternehmen |
| Ventspils electronics factory         | 2005 | Lettland           | Herstellung von elektronischen Systemen und Komponenten               |
| Ventspils welding factory             | 2012 | Ukraine            | Herstellung großer Metallstrukturen                                   |
| Ventspils-Andren                      | 2009 | Lettland           | Herstellung von großen Behältern und Rohrleitungen aus Glasfaser      |

## Terminals im Ventspils Port
Die Hafenterminals von Ventspils bieten Umschlagdienste für Flüssiggut, Massengut und Stückgut an. Die maximale Tiefe im Terminal für flüssige Ladung beträgt 17,5 m, der Tiefgang der Schiffe 15 m, die Länge 275 m. Die maximale Tiefe im Schüttgut-Terminal beträgt 16 m, Tiefgang 15 m und Länge 240 m. Die maximale Tiefe RoRo-Containerfracht-Terminal beträgt 14,5 m, Tiefgang 14,1 m, Schiffslänge 240 m.

### Flüssiggutterminals
| Terminals                 | Jahr | Art der Ladung                        |
| ------------------------- | ---- | ------------------------------------- |
| Baltic Juice Terminal     | 2006 | flüssige Tiernahrung und Lebensmittel |
| Vars                      | 1991 | Chemikalien                           |
| Ventall Termināls         | 2004 | Chemikalien, Erdölprodukte            |
| Ventamonjaks              | 2006 | Ammoniak                              |
| Ventbunkers               | 1994 | Dieselkraftstoff, Heizöl, Ölprodukte  |
| Ventspils Nafta Termināls | 1961 | Ölprodukte                            |
| VK Terminal Services      | 2006 | Ölprodukte                            |

### Massengüterterminals
| Terminals                    | Jahr | Art der Ladung                                       |
| ---------------------------- | ---- | ---------------------------------------------------- |
| Baltic Coal Terminal         | 2008 | Kohle                                                |
| Eurohome Latvia              | 2007 | Stückgut, Schüttgut; Metalllegierungen               |
| Kālija parks                 | 1993 | Chemische Dünger                                     |
| Ventspils Grain Terminal     | 2005 | Getreide                                             |
| Ventspils Tirdzniecības osta | 1994 | Eisenerze, Rohzucker, Torf, Metalllegierungen, Kohle |

### Stückgutterminals
| Terminals                       | Jahr | Art der Ladung                                 |
| ------------------------------- | ---- | ---------------------------------------------- |
| Noord Natie Ventspils Terminals | 2000 | Stückgut, Schüttgut, RoRo                      |
| Reefer Cargo Terminal           | 2011 | Tiefkühlprodukte                               |
| Ventplac                        | 1995 | Schüttgut, Torf, Rundholz, Holz, Hackschnitzel |

### Andere Hafendienste
Alle Serviceleistungen sind rund um die Uhr im Freeport of Ventspils verfügbar: 15 Frachtterminals, 16 Schiffsagenturen, regelmäßiger Fährverkehr mit Schweden, Bunkern von Schiffen, Schlepper, Lotsen, Schiffsreparaturen, Taucher, Abfall- und Schmutzungswasserannahme usw. Dienstleistungen.

## Transportverbindungen
Der Hafen von Ventspils ist Teil des Verkehrs zwischen der EU und den GUS-Staaten und der Hafen des TEN-T-Kernverkehrsnetzes.
Ventspils ist Teil des Ost-West-Eisenbahnkorridors, der in das eurasische Verkehrssystem integriert ist. Die zweispurige Autobahn E-22 von europäischer Bedeutung führt durch Ventspils. Der Flughafen Ventspils befindet sich ebenfalls auf dem Gebiet des Freihafens von Ventspils. Ventspils liegt etwa zwei Autostunden vom internationalen Flughafen Riga (RIX) entfernt.

## Fährverkehr
Vom Hafen von Ventspils gibt es Fährlinien nach Schweden (Nynäshamn bzw. Stockholm Norvik), die von der Reederei Stena Line betrieben werden. Seit 2010 hat sich die Zahl der Fährpassagiere verzehnfacht, das Volumen des Kfz- und sonstigen Güterverkehrs hat sich deutlich erhöht. Der Fährverkehr nach Nynäshamn wurde zunächst von Scandlines aufgenommen. Im Jahr 2012 bot dann Stena Line mit einem Schiff zehn Abfahrten in der Woche, Anfang 2020 sind es 24 Abfahrten mit zwei Schiffen, davon die Hälfte zum neuen RoRo-Terminal in Stockholm Norvik.
Von 2006 bis 2008 wurden Fährfahrten nach Menta in Estland unternommen. Eingesetzt wurde die Fähre Scania von SSC Ferries, Tochtergesellschaft von Saaremaa Laevakompanii, betrieben.

## Sonderwirtschaftszone
Der Freihafen von Ventspils ist eine Sonderwirtschaftszone (SEZ). Steuererleichterungen können für Ventspils Freeport-Unternehmen angewendet werden, indem bestimmte Kriterien erfüllt werden. Die direkte Steuerentlastung für Immobilien und Körperschaftsteuer kann 80 % erreichen, während die Höhe der Investitionsentschädigung 35 % beträgt (55 % für kleine Unternehmen, 45 % für mittelständische Unternehmen).
In der in der britischen Zeitung Financial Times veröffentlichten Studie Globale Freizonen der Zukunft 2010/11 wurde der Freihafen von Ventspils als Fünfter unter den vielversprechendsten Freizonen sowie als beste Freihandelszone für Häfen eingestuft. Zone 2010/11. Die Studie zeigte, dass der Hafen von Ventspils einige der besten Bedingungen für die Entwicklung von Unternehmen in der Welt biete.
Nach den Ergebnissen der in der Financial Times veröffentlichten Studie Globale Freizonen der Zukunft 2012/13 belegte der Freihafen von Ventspils den siebten Platz unter den vielversprechendsten Sonderwirtschaftszonen der Welt und den zweiten Platz unter den Häfen. Unter den Sonderwirtschaftszonen in Europa war dies die höchste Bewertung.